# Ai-Khanum

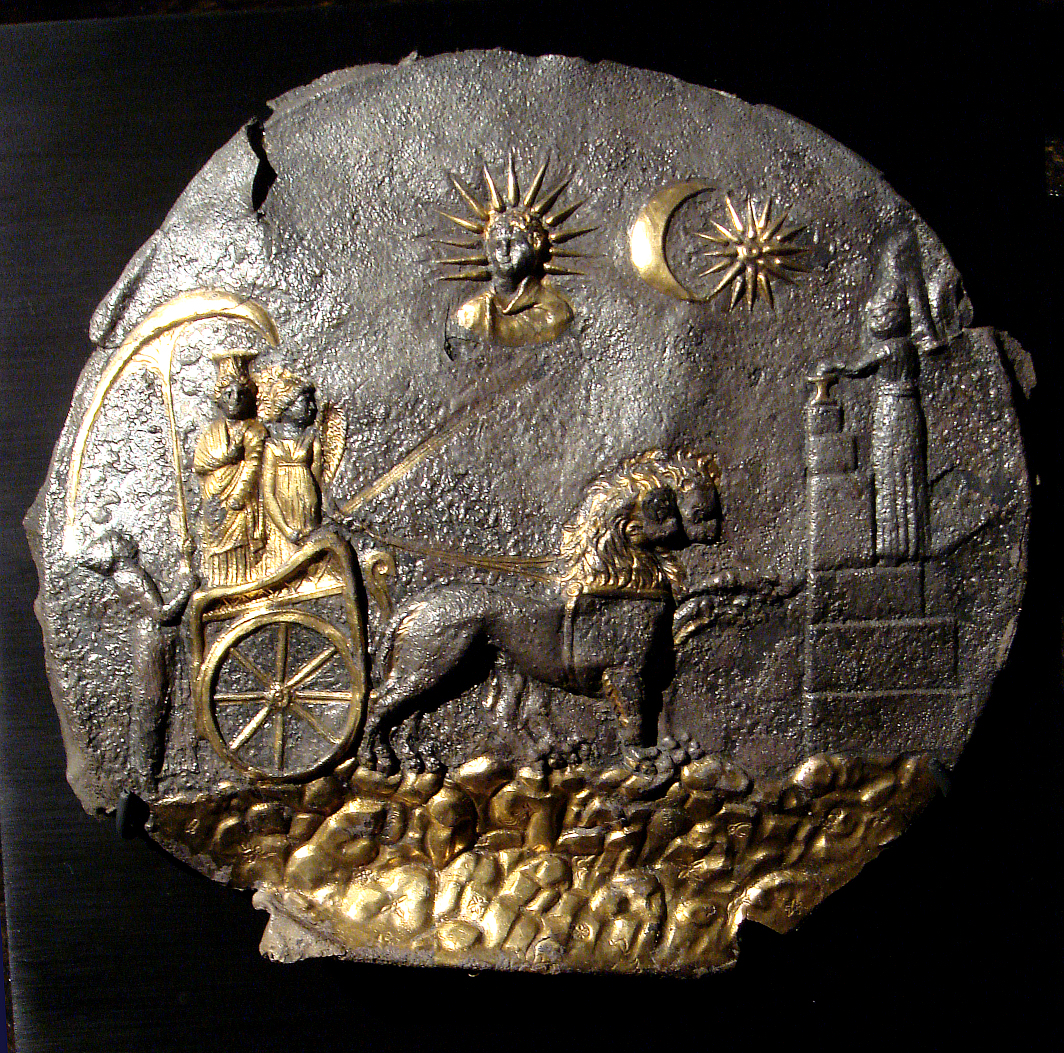
Piatto in argento raffigurante Cibele e ritrovato ad Ai-Khanum

Ai-Khanum o Ay-Khanum o Ai Xanum (in usbeco: "Signora Luna"), probabilmente da identificare con Alessandria sull'Oxus, è un sito archeologico pertinente ad un'antica città greco-ellenistica, che si trova nell'attuale Afghanistan, all'estremità orientale della pianura di Battriana, sulla riva sinistra del fiume Panj uno dei due rami sorgentiferi del fiume Amu Darya (Oxus) (pianura di loess). 
Il territorio è formato da una collina piatta alla sommità, alta 60 m, che delimita, insieme ai due fiumi Panj e Kokcha, una vasta area triangolare di 1,9 x 1,6 km, circondata da possenti mura di cinta in mattoni crudi alto più di 10 metri e avente uno spessore di 8 metri e comprendente due grosse torri e da un fossato per rendere difficile l'avvicinamento.
La fondazione della città è stata attribuita ad Alessandro Magno, nel corso della sua conquista dell'Asia centrale (329-327 a.C.), ma si deve più probabilmente a Seleuco I, sul finire del IV secolo a.C. La Battriana rimase relazionata con la civiltà mediterranea grazie al governo dei seleucidi e intorno al 250 a.C. la Battriana, dovendo opporsi a potenze rivali occidentali, si staccò per diventare un regno autonomo. Verso il 145 a.C. un'ondata di tribù nomadi cacciò i Greci dalla città e dalla Battriana orientale. Dopo una breve occupazione da parte delle popolazioni locali, il sito venne definitivamente abbandonato a eccezione della cittadella, che continuò a vivere fino agli inizi del I secolo d.C.
Ancora prima che nascesse la città ellenica, il luogo era coltivato grazie al contributo di una rete di canali di irrigazione, inoltre le montagne adiacenti offrivano siti ideali per i pascoli estivi oltre ad un buon quantitativo di minerali. Il sito disponeva di difese naturali, quali un'acropoli rialzata di una sessantina di metri rispetto al resto del luogo, e una scarpata che dai due fiumi proteggeva i due lati meridionali e occidentali.
Il sito fu riscoperto nel 1962, casualmente, dallo studioso Daniel Schlumberger, durante una battuta di caccia, durante la quale alcuni uomini inciamparono in un blocco di calcare bianco che si rivelò un capitello corinzio di evidente origine greca. Venne dunque individuato l'impianto urbano. Le indagini su questo sito, condotte fino al 1979, portarono alla luce una città ellenistica, che colmò il vuoto sulle conoscenze dell'influenza greca in Asia centrale.

## Il Palazzo reale
Il palazzo reale si sviluppa sulla metà meridionale della città bassa, su un'area di 350 x 250 m. Gli architetti greci si ispirarono ai palazzi neo-babilonesi e a quelli dei re achemenidi per la struttura.
L'ingresso, caratterizzato da un piccolo propileo, conduce in una grande corte di rappresentanza di 137 x 108 m, con peristilio rodio (secondo una tipologia presente in particolare in esempi a Rodi e a Cos, con uno dei lati costituito da un colonnato di maggiore altezza) e 108 colonne in pietra con capitelli corinzi.
A nord ovest di questa grande sala un vestibolo monumentale con tre file di sei colonne corinzie ciascuna, conduce nella parte più interna del palazzo, divisa in una zona di rappresentanza, con uffici e sale di ricevimento, e in una zona residenziale, caratterizzata da cortili che precedono gli ambienti.
Due ambienti particolarmente importanti sono una corte con porticato dorico, a destinazione privata, accanto alla quale si collocavano una sala adibita a biblioteca, e la "tesoreria", caratterizzata da file di magazzini raggruppate intorno ad un cortile centrale. Nella tesoreria sono stati ritrovati recipienti di immagazzinamento, vasi destinati a contenere riserve alimentari, pietre semipreziose grezze e lavorate, ed un bellissimo disco decorato a lastrine di madreperla.
Una caratteristica importante del palazzo è l'indipendenza dei vari blocchi residenziali garantita da un sistema di corridoi che li isola. Questo è un sistema tipico dell'architettura orientale.

## I templi
I templi di Ai Khanum non hanno niente di greco. Il più importante, allineato sulla strada principale, si presenta come una massiccia costruzione a pianta quadrata di 20 x 20 m, che si innalza su un alto podio a gradini. Era costituito da un grande vestibolo aperto su una sala di culto più piccola, a sua volta fiancheggiata da due strette sagrestie. la statua di culto venne sicuramente eseguita da un artista greco, come dimostra uno dei piedi di marmo che calza un sandalo di tipo greco, decorato con fulmini alati (attributo di Zeus): nulla tuttavia permette di escludere che quest'immagine del dio greco presentasse caratteri orientali. Dietro al tempio, in un punto opposto al sorgere del sole, vennero interrati vasi per libagione capovolti, attestando un rito di carattere ctonio estraneo agli usi greci. È dunque probabile che i coloni greci e gli autoctoni venerassero in questo tempio una divinità composita greco-iranica, forse uno Zeus-Mithra.
Un secondo tempio è stato individuato all'esterno della città: risente di un'analoga concezione, ma presenta una triplice cella e un sagrato a cielo aperto al posto del vestibolo.
Infine all'estremità sud-ovest dell'acropoli, una monumentale piattaforma a gradoni, costruita a cielo aperto, si trovava al centro di un altro grande santuario, di cui costituiva il luogo sacro. Sulla piattaforma l'officiante era rivolto verso est, in modo analogo ai monumenti di culto dei Persiani, di cui gli storici greci ci dicono che onoravano i loro dei, senza dar loro forma umana, in luoghi elevati e a cielo aperto.

## Altri edifici pubblici

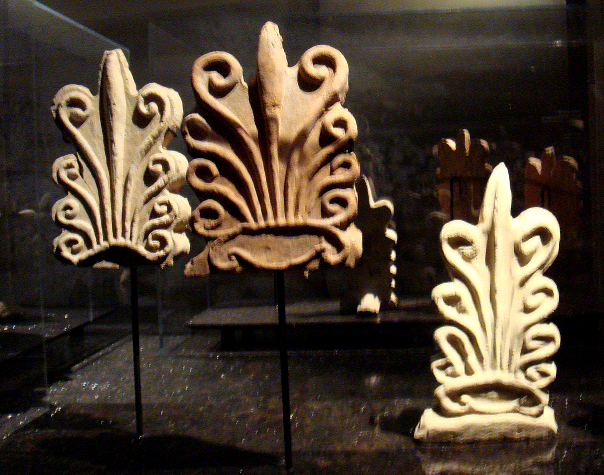
Antefisse provenienti dal sito a forma di palmetta.

- Il ginnasio si stendeva con i suoi cortili e i suoi ambienti alla riva est dell'Oxus. La pianta dell'edificio si ispira a modelli greci, con il cortile circondato su quattro lati da una fila di ambienti, preceduti da portici colonnati, ma se ne distingue per le eccezionali dimensioni e per l'inflessibile simmetria che domina ciascuno dei lati, sui quali si ripete un porticato centrale fiancheggiato da due sale, disposte nel senso della lunghezza.
- Il teatro poteva accogliere diverse migliaia di spettatori. La cavea a ventaglio presentava 35 gradini in mattoni crudi. Il raggio esterno misurava 42 m. La presenza di palchi a metà altezza dimostrava che la classe dominante voleva mostrare la propria supremazia in mezzo al popolo che si recava alle rappresentazioni.
- L'arsenale era un quadrilatero di 140 x 100 m, situato ai bordi della via principale. Qui, intorno ad un cortile centrale, si allineavano in fila lunghi magazzini che custodivano gli equipaggiamenti militari, dalle punte di freccia, alle armature in ferro dei soldati catafratti.

## Quartiere residenziale

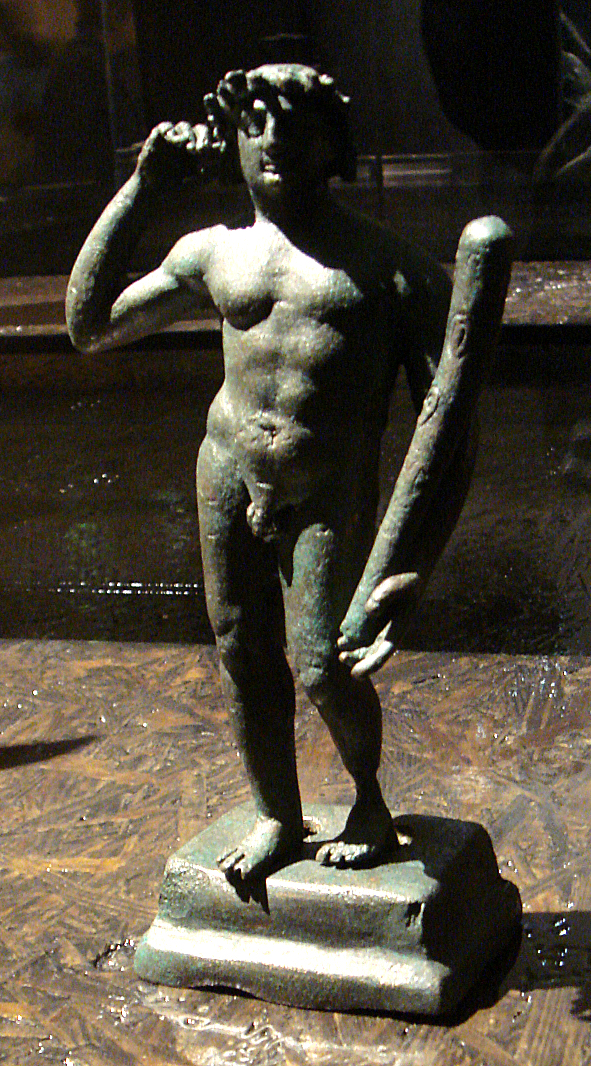
Statuetta di Eracle rinvenuta nel sito, conservata al Musée Guimet.

Il quartiere residenziale, con impianto urbanistico regolare, era costituito da cinquanta dimore patrizie di grandi dimensioni, regolarmente allineate lungo vie parallele tra loro, con andamento est-ovest.
Le case erano costituite da un ambiente centrale, circondato da un corridoio, attorno al quale si sviluppavano, a ferro di cavallo, altri ambienti. Importante è sottolineare, come già accennato per il palazzo reale, l'indipendenza di ciascun locale in relazione alla circolazione interna e l'isolamento della sala principale e del cortile, che così assumevano un carattere spiccatamente privato, dalle attività domestiche. In alcune case sono stati anche ritrovati impianti termali. Ogni casa era indirizzata verso il nord e diversamente dalle case greche queste costruzioni erano dominate dal soggiorno, distinto dalla altre stanze grazie ad una galleria.
Ogni bagno era diviso in varie unità, di cui la prima era uno spogliatoio, la seconda era il bagno privo di vasca e il terzo vano conteneva l'acqua fredda e riscaldata all'occorrenza da una stufa.

## I monumenti funerari
L'unica tomba scavata nella necropoli fuori le mura è un mausoleo di famiglia con l'aspetto di una massiccia costruzione in mattoni crudi, che emergeva per metà dal terreno e che conteneva quattro ambienti ipogei (sotterranei) coperti a volta, posti ai lati di un corridoio centrale. Ai lati dell'ingresso del palazzo, due altri monumenti a forma di piccolo tempio greco, testimoniano l'usanza greca della sepoltura entro le mura accordata ai grandi benefattori della città.

## Arte e letteratura
Sono stati rinvenuti vari manoscritti in pessimo stato di conservazione che comprendono i resti di un trattato filosofico aristotelico e di una poesia greca. Nelle arti il gusto dei coloni seguì uno stile greco classico: sono stati rinvenuti mosaici costituiti da ciottoli e pietre bianche (per le figure), rosse (per il fondo) e nere (per evidenziare) i cui temi dominanti erano floreali e animali; anche le sculture erano convenzionali e si distinguevano solo per l'innovazione tecnica della modellazione della figura eseguita su un'armatura di legno o di piombo; nelle raffigurazioni religiose, quali le divinità femminili vestite o nude ci fu invece qualche concessione ai canoni orientali; in uno dei rilievi rintracciati compare Cibele su un carro guidato dalla vittoria alata.